# Gföhl
Gföhl est une commune autrichienne du district de Krems en Basse-Autriche.

## Personnalités
- Otmar Schissel von Fleschenberg (1884-1943), philologue autrichien